# Верхний Выселок
Верхний Выселок, также Малая Ерыкса (мар. Изи Йырсе) — деревня в Граховском районе Республики Удмуртия Российской Федерации. Входит в состав Новогорского сельского поселения.

## География
Стоит на реке Ерыкса.

## История
Деревня основана во второй половине XIX века, как выселок из деревни Большая Ерыкса. До 1921 года деревня входила в состав Новогорской волости Елабужского уезда (с 1921 года — Можгинского). С 1924 года в составе Новогорского сельсовета Граховской волости, но уже в следующем 1925 году Новогорский сельсовет разукрупнён и образован Большеерыксинский сельсовет, в состав которого отходит деревня. Большеерыксинский сельсовет работал до 1932 года и был упразднён, деревня отошла к вновь образованному Мари-Возжайскому сельсовету. В 1959 году Мари-Возжайский сельсовет был также ликвидирован и присоединён к Новогорскому сельсовету.
В 2004 году Новогорский сельсовет преобразован в Новогорское сельское поселение.

## Люди, связанные с деревней
- Семикеев Николай Семёнович (17.11.1915 — 26.01.1945)[5] — уроженец деревни, призван Йошкар-Олинским ГВК Марийской АССР, на фронте с декабря 1942 года. Гвардии старший лейтенант, командир взвода танков «ИС–2» 36-го отдельного гвардейского тяжёлого танкового полка прорыва, 9 танкового бобруйского краснознамённого корпуса. При отражении атак крупных сил пехоты и танков противника взвод под командованием тов. Семикеева подбил и уничтожил: танков — 3, орудий — 2, бронетранспортёр — 1 и до 50 офицеров и солдат противника, награждён орденом Отечественной войны II степени[6].